# Santa Lucia in Selci
Santa Lucia in Selci, även benämnd Santa Lucia in Orfea, är en kyrkobyggnad och tidigare titeldiakonia i Rom, helgad åt den heliga jungfrumartyren Lucia. Kyrkan är belägen vid Via in Selci i Rione Monti och tillhör församlingen Santi Silvestro e Martino ai Monti.
Tillnamnet ”Selci” kommer av de antika gatstenar, med vilka man belade Via in Selci, antikens Clivus Suburanus; dessa var tillverkade av kiselsten (italienska selci, latin silex).

## Kyrkans historia
Enligt traditionen ska den första kyrkan på denna plats ha grundats av påve Symmachus (498–514), men för detta finns det inte några entydiga historiska belägg. Enligt Liber Pontificalis stiftades Santa Lucia in Selci som diaconia av påve Honorius I (625–638). Kyrkans ursprungliga namn var Santa Lucia in Orfea; Orfea syftar på en antik fontän, Lacus Orphei, vilken hade en staty föreställande Orfeus.
År 1604 ledde arkitekten Carlo Maderno en ombyggnad av interiören och gav den en barockdräkt. Orgelläktaren är ett verk av Francesco Borromini. Maderno har även utfört tabernaklet till det andra altaret på vänster hand; det har polykrom marmor och statyetter i alabaster. Utsmyckningen av första altarrummet på vänster hand är ett verk av Borromini. Interiören hyser även målningen Den heliga Lucias martyrium av Giovanni Lanfranco.

## Omnämningar i kyrkoförteckningar
| Katalog                      | År         | Benämning                                          |
| ---------------------------- | ---------- | -------------------------------------------------- |
| Catalogo di Cencio Camerario | 1192       | sce. Lucie in Silice                               |
| Il Catalogo Parigino         | cirka 1230 | s. Lucia de Silice                                 |
| Il Catalogo di Torino        | cirka 1320 | Ecclesia sancte Lucie in Silice dyaconi cardinalis |
| Il Catalogo del Signorili    | cirka 1425 | sce. Lucie in Silice                               |

## Titeldiakonia
Kyrkan stiftades som titeldiakonia med namnet Santa Lucia in Orfea av påve Silvester I omkring år 314.
Kardinaldiakoner (urval)
- Cencio Savelli: 1193–1200
- Leone Brancaleone: 1200–1202
- Pelagio Galvani: 1205–1210
- Rainiero: 1213–1217
- Francesco Napoleone Orsini: 1295–1312
- Gaillard de la Mothe (eller Lamotte): 1316–1356
- Philibert Hugonet, titulus pro hac vice: 1473–1477
- Giorg Hesler (eller Kesler), titulus pro hac vice: 1477–1482
- Hélie de Bourdeilles: 1483–1484
- Ippolito I d'Este: 1493–1520
- Vakant: 1520–1540
- Giacomo Savelli:1540–1543
- Ranuccio Farnese: 5 maj 1546 – 8 oktober 1546
- Vakant: 1546–1551
- Alessandro Campeggi, titulus pro hac vice: 1551–1554
- Johann Gropper: 1556–1559
- Innico d'Avalos d'Aragona: 1561–1563
- Luigi d'Este: 1563–1577
- Vakant: 1577–1587
- Diakonian upphävd: 1587